# Henry Huth
Pour les articles homonymes, voir Huth.
Henry Huth, né en 1815 et mort en 1878, est un banquier d'affaires et bibliophile.

## Biographie
Il est le troisième fils de Frederick Huth (en) de Hanovre, installé à La Corogne. À la suite de l'arrivée des Français, son père part avec sa famille sous le convoi de l'escadron britannique, et débarque en Angleterre en 1809. C'est là qu'il est naturalisé britannique par acte du Parlement.
Henry Huth naît en 1815 à Londres. À l'âge de treize ans, il est envoyé à l'école de M. Rusden à Leith Hill. Il apprend en plus des classiques ordinaires, le persan, l'arabe et l'hindoustani. Il s'intéresse à la physique et à la chimie et consacre tout son argent de poche à l'achat des appareils nécessaires. Lorsque son père lui trouve un professeur de chimie, les modestes fonds privés de Huth sont mis à sa disposition pour satisfaire son goût durable pour les livres anciens. En 1833, son père le sollicite dans ses affaires.
Le travail dans le bureau de son père est une corvée, ayant perdu la santé, il est envoyé en voyage. Il reste d'abord environ deux ans à Hambourg, occupé par intermittence dans une entreprise, puis à Magdebourg pendant près d'un an, où il apprend parfaitement la langue allemande. Au début de 1839, il se rend aux États-Unis d'Amérique et, après avoir voyagé un certain temps dans le sud de la France, il entre comme volontaire dans une entreprise new-yorkaise. Son père, cependant, a pour projet qu'il rejoigne une entreprise au Mexique en 1840. En 1843, il se rend en Angleterre et, après s'être marié en 1844, s'installe à Hambourg, mais rejoint l'entreprise de son père à Londres en 1849.

## Collectionneur de livres
(20 janvier 2019).
Par la suite, il vit à Londres et s'occupe à constituer sa bibliothèque.
Sa collection variée est particulièrement riche en voyages, en littérature shakespearienne, en littérature anglaise ancienne et en premières œuvres espagnoles et allemandes. Les Bibles, sans être très nombreuses, comprend presque toutes les éditions appréciées des collectionneurs, et les manuscrits et gravures sont parmi les plus beaux de leur genre. En 1863, il est élu membre de la Philobiblon Society, et en 1867, il imprime pour présentation aux membres un volume de broadside ballads anciennes à partir des exemplaires originaux uniques qu'il avait achetés à la vente Daniel. Il permet à Lilly, la libraire, de réimprimer le livre sans les gravures sur bois. 
En 1866, il est élu membre du Roxburghe Club, mais n'assiste jamais à une réunion.
En 1861, il fait traduire en espagnol le premier chapitre du deuxième volume de l'Histoire des civilisations d'Henry Thomas Buckle, pour l'auteur, qui est un de ses plus grands amis.

Environ dix ans avant sa mort, il a commencé un catalogue de sa bibliothèque, mais, constatant que le temps à sa disposition était insuffisante, il a employé Hazlitt et Frederick Startridge Ellis (en) pour faire la plupart des travaux, 
 Environ la moitié du travail est imprimé quand il meurt subitement le 10 décembre 1878. Le Catalogue est terminé et publié en 1880.

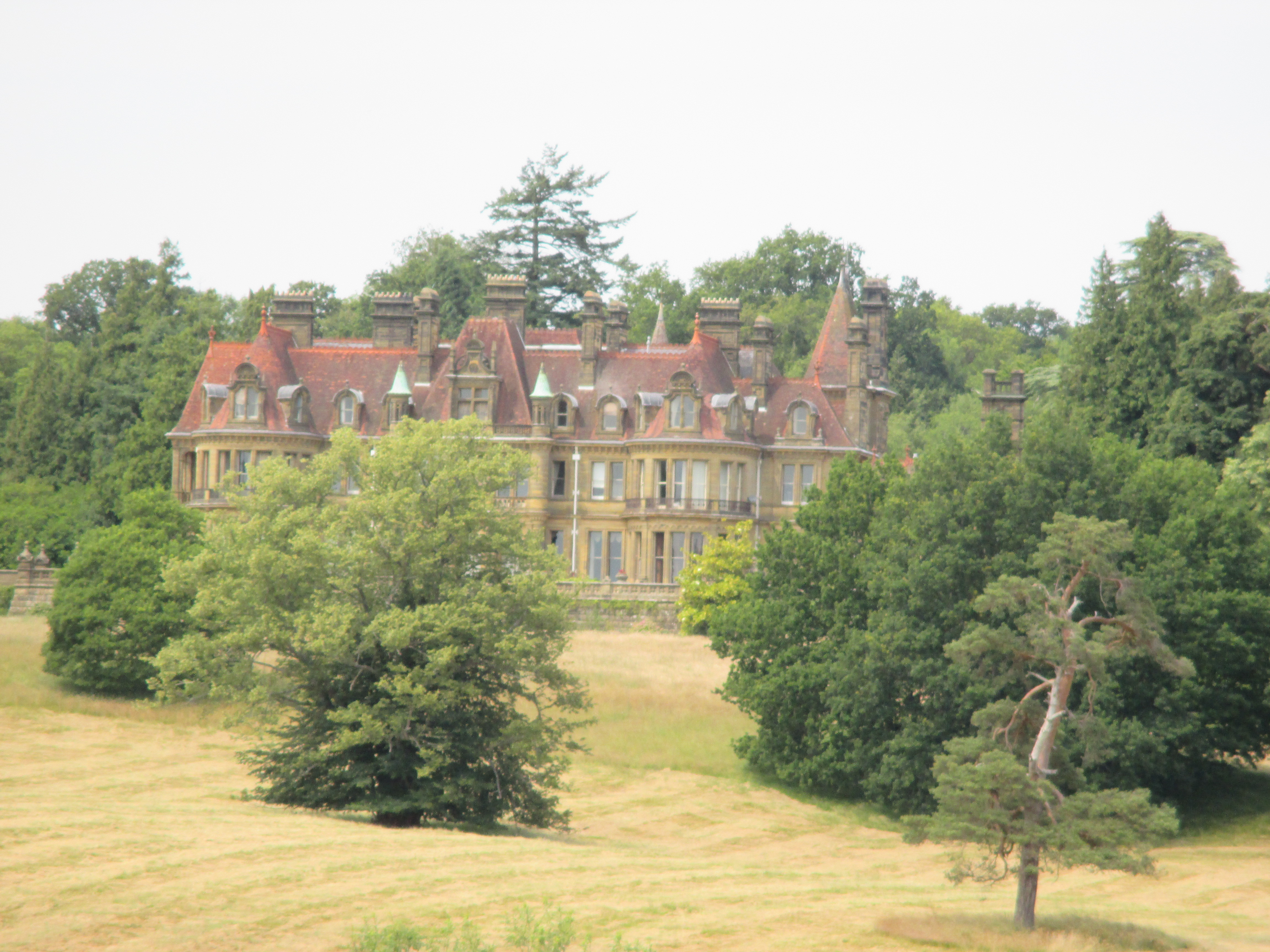
Wykehurst Place, la dernière maison de Huth.

## Famille
Il épouse Augusta Louisa Sophia von Westenholz, la troisième fille de Frederick Westenholz, du Château de Waldenstein (de) en Autriche. Ils ont trois fils (l'un d'eux étant l'auteur et bibliophile Alfred Henry Huth (en)) et trois filles.
- Manuela Philippa Huth (1845-1871)
- Edward Huth (1847-1935)
- Augusta Julia Huth (1848-1944)
- Alfred Henry Huth (1850-1910), auteur et bibliophile
- Richard Basil Huth (1852-1934)
- Louisa Sophia Huth (1858-1887)